# The Wolf of Wall Street (film, 1929)
Pour les articles homonymes, voir The Wolf of Wall Street.
Pour plus de détails, voir Fiche technique et Distribution.
The Wolf of Wall Street est un film américain réalisé par Rowland V. Lee, sorti en 1929.

## Synopsis
Un financier impitoyable accapare le marché du cuivre puis vend à découvert, faisant fortune mais ruinant finalement ses finances et celles de ses amis.

## Fiche technique
- Titre : The Wolf of Wall Street
- Réalisation : Rowland V. Lee
- Scénario : Doris Anderson et Julian Johnson
- Photographie : Victor Milner
- Montage : Robert Bassler
- Musique : Karl Hajos
- Pays de production : États-Unis
- Format : Noir et blanc
- Genre : drame
- Date de sortie : 1929

## Distribution
- George Bancroft : The Wolf
- Olga Baclanova : Olga
- Nancy Carroll : Gert
- Paul Lukas : David Tyler
- Brandon Hurst : Sturgess
- Crauford Kent : Jessup